# 25 martie
ianuarie • februarie • martie  • aprilie  • mai  • iunie  • iulie  • august  • septembrie  • octombrie  • noiembrie  • decembrie
25 martie este a 84-a zi a calendarului gregorian și ziua a 85-a în anii bisecți. Mai sunt 281 de zile până la sfârșitul anului.

## Evenimente

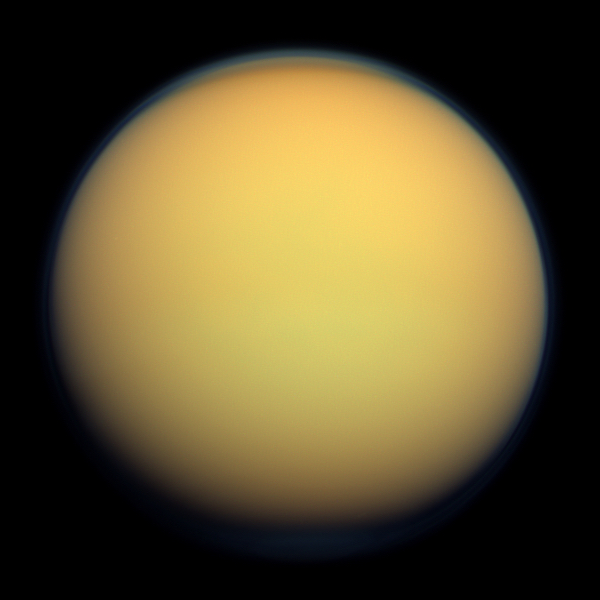
1655: Titan, cea mai mare lună a lui Saturn, este descoperită de Christian Huygens.

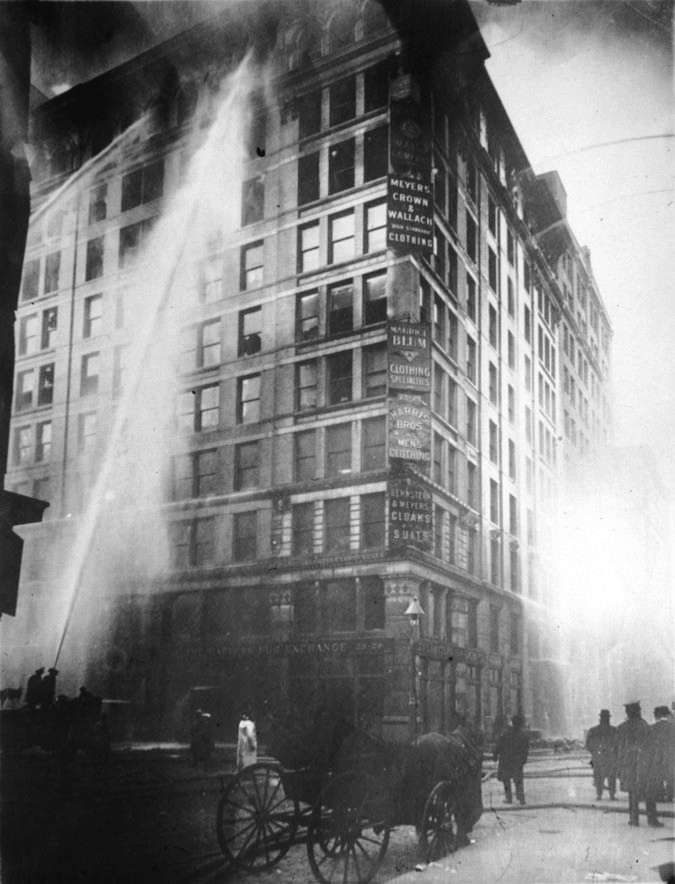
1911: Incendiul Triangle Shirtwaist Factory din New York a provocat moartea a 146 de lucrători în confecții – 123 de femei și fete și 23 de bărbați – care au murit prin inhalare de fum sau au sărit de la etaj. A fost cel mai mortal dezastru industrial din istoria orașului și unul dintre cele mai mortale din istoria SUA.

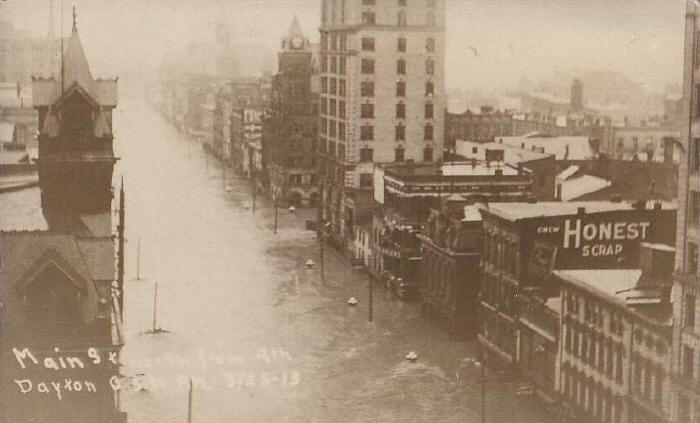
1913: După patru zile de furtuni și ploaie, fluviul Ohio s-a revărsat și a inundat Dayton, Ohio. Peste 350 de oameni mor și aproximativ 65.000 rămân fără adăpost.

- 101: Împăratul Traian a părăsit Roma, îndreptându-se spre Moesia Superior pentru a începe luptele cu dacii conduși de regele Decebal. Această dată marchează începutul primului război daco-roman (101-102)
- 1245: O scrisoare a papei Inocențiu al IV-lea (1234-1254) menționează existența românilor în spațiul danubiano-pontic.
- 1655: Titan, cea mai mare lună a lui Saturn, este descoperită de matematician și fizicianul olandez Christian Huygens.
- 1646: Tratatul de alianță dintre principele Transilvaniei, Gheorghe Rákóczi I, și domnul Moldovei, Vasile Lupu (1634 - 1653)
- 1807: A fost abolit comerțul cu sclavi în Anglia.
- 1821: Grecia își declară independența față de Imperiul Otoman.
- 1849: Apare la Brașov gazeta Espatriatul.
- 1882: Mitropolitul primat al Ungrovlahiei, Calinic Miclescu, săvârșește în premieră la București sfințirea marelui mir, pas care a însemnat autocefalia (independența) Bisericii Ortodoxe Române față de Patriarhia de Constantinopol. Patriarhia de Constantinopol a recunoscut explicit autocefalia Bisericii Ortodoxe Române în 25 aprilie 1885.
- 1911: Incendiul Triangle Shirtwaist Factory din New York  a provocat moartea a 146 de lucrători  în confecții – 123 de femei și fete și 23 de bărbați – care au murit prin inhalare de fum sau au sărit de la etaj. A fost cel mai mortal dezastru industrial din istoria orașului și unul dintre cele mai mortale din istoria SUA.[1]
- 1913: După patru zile de furtuni și ploaie, fluviul Ohio s-a revărsat și a inundat Dayton, Ohio. Peste 350 de oameni mor și aproximativ 65.000 rămân fără adăpost.
- 1924: Proclamarea republicii în Grecia. Sărbătoare națională.
- 1939: Cardinalul Eugenio Pacelli devine papa Pius al XII-lea.
- 1949: S-a constituit Uniunea Scriitorilor din România prin fuziunea Societății Scriitorilor Români cu Societatea Autorilor Dramatici.
- 1957: Semnarea Tratatului de la Roma, intrat în vigoare la 1 ianuarie 1958, prin care s-au pus bazele Comunității Economice Europene, CEE, devenită Uniunea Europeană de la 1 noiembrie 1993, data intrării în vigoare a Tratatului de la Maastricht.
- 1975: Regele Faisal al Arabiei Saudite a fost asasinat de către unul din nepoții lui, Faisal bin Musaid.
- 1994: Este incendiată sinagoga din Lübeck. Primul atentat de acest fel comis în Germania după perioada nazistă
- 1997: Prin Ordonanța de Guvern 20/1997, pe întreg teritoriul României ora de vară este corelată cu orarul de vară practicat în statele Uniunii Europene. Astfel, din ultima duminică a lunii martie, ora 03:00 devine ora 04:00 (ora oficială a României trece de la GMT+2 la GMT+3). Orarul de vară se aplică până în ultima duminică a lunii octombrie.
- 1998: Comisia Europeană recomandă adoptarea monedei unice, Euro, de către 11 țări.
- 1999: Revoltă antiNATO la Skopje. Aproximativ 10.000 de protestatari au atacat cu cockteiluri Molotov Ambasadele Statelor Unite, Germaniei și Marii Britanii, precum și Hotelul Aleksander (unde erau găzduiți verificatorii OSCE evacuați din Kosovo) și Hotelul Continental, sediul NATO la Skopje, provocînd pagube clădirilor și incendiind automobilele diplomatice.
- 2002: Se are în vedere începerea lucrărilor de construcție a Catedralei Mântuirii Neamului în perimetrul cuprins între străzile Nerva Traian, Mircea Voda și Bulevardul Mărășești din București. Catedrala patriarhală va purta hramul Înălțarea Domnului și Sfântului Apostol Andrei, iar ansamblul arhitectural va include două pasaje subterane semi-îngropate și o piață pietonală.
- 2002: A avut loc, la București, summitul Grupului de la Vilnius (Primăvara noilor aliați) ce a adus în discuție extinderea Alianței către Estul Europei și aderarea statelor candidate la NATO, după evenimentele din 11 septembrie 2002 în care s-a confirmat interesul strategic pe care îl reprezintă zona Mării Negre (25-26)
- 2004: În localitatea Cislău (județul Buzău), în prezența ministrului Apărării, Ioan Mircea Pașcu, pirotehniștii români au distrus ultimul lot de mine antipersonal; evenimentul a reprezentat contribuția României la eforturile comunității internaționale de a combate acest flagel, în calitate de semnatară a Convenției de la Ottawa privind interzicerea minelor antipersonal (convenție intrată în vigoare în 1999)
- 2005: Se deschide Expo Aichi 2005 - prima expoziție mondială a secolului XXI, având ca temă Înțelepciunea naturii (Japonia, Aichi)
- 2023: Un asteroid de aproximativ 70 de metri în diametru, 2023 DZ2, a trecut la aproximativ 174.600 km de Pământ[2] o distanță mai mică decât jumătate din distanța Pământ-Lună. Este cel mai mare asteroid care s-a apropiat atât de mult de Terra de la asteroidul 2019 OK.[3]

## Nașteri
- 1259: Andronic al II-lea Paleologul, împărat bizantin (d. 1332)
- 1297: Andronic al III-lea Paleologul, împărat bizantin (d. 1341)
- 1345: Blanche de Lancaster, soția lui Ioan de Gaunt (d. 1369)
- 1347: Ecaterina de Siena, sfântă italiană (d. 1380)
- 1539: Christopher Clavius, matematician german (d. 1612)
- 1541: Francesco I de' Medici, Mare Duce de Toscana (d. 1587)
- 1699: Johann Adolph Hasse, compozitor german (d. 1783)
- 1767: Joachim Murat, rege al Neapolelui (d. 1815)

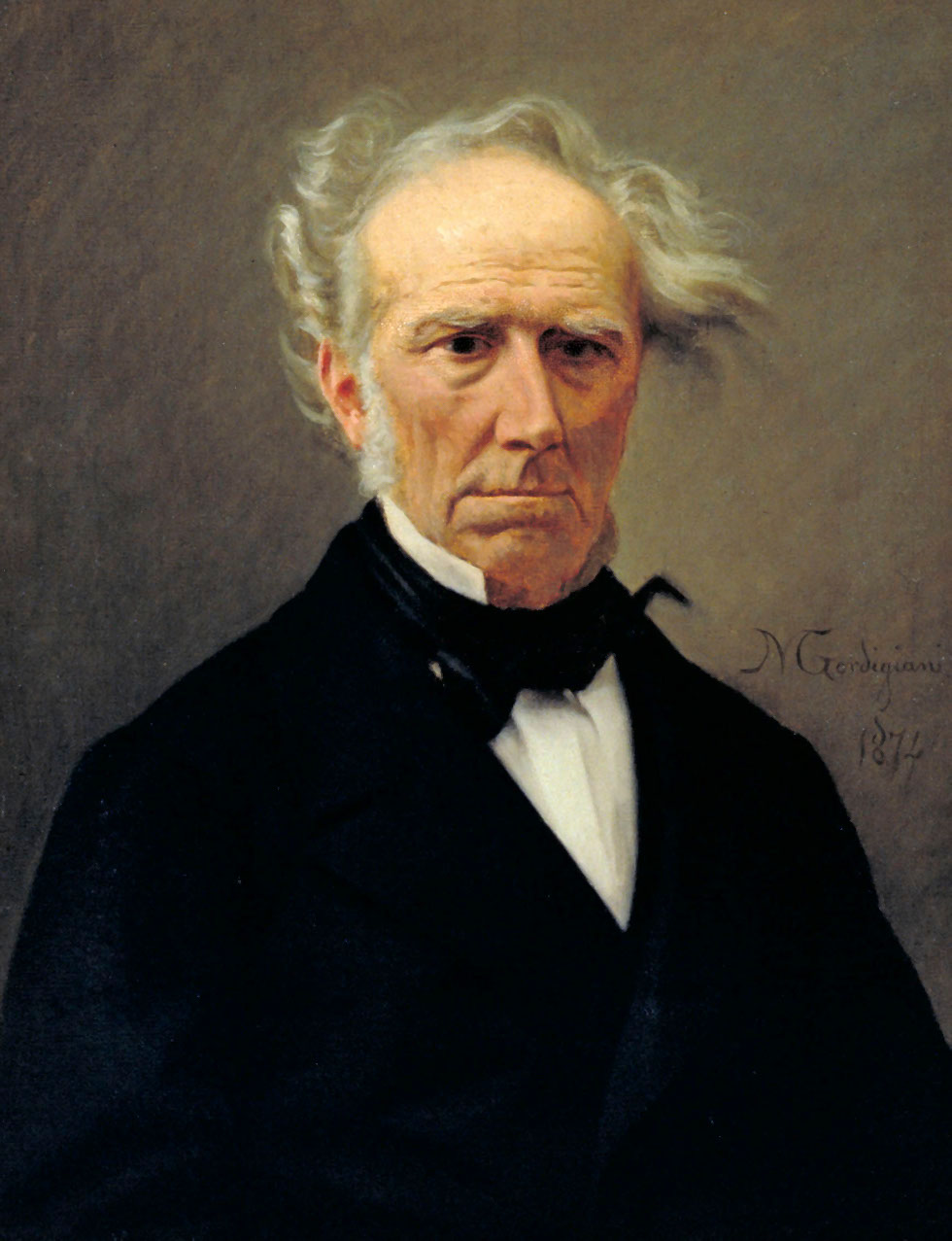
Giovanni Battista Amici, astronom, matematician italian
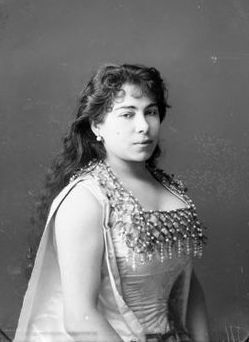
Elena Teodorini, soprană română
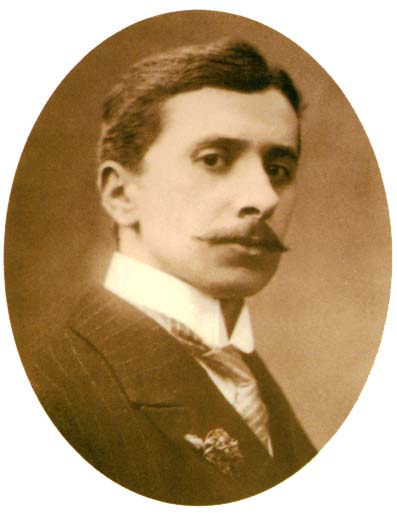
Mateiu Caragiale, scriitor român

- 1782: Caroline Bonaparte, regină a Neapolelui (d. 1839)
- 1786: Giovanni Battista Amici, astronom, matematician, optician, biolog italian (d. 1863)
- 1808: Jose de Espronceda, poet spaniol romantic (d. 1842)
- 1812: Aleksandr Herzen, scriitor rus (d. 1870)
- 1823: Jean-Baptiste Bertrand, pictor francez (d. 1887)
- 1857: Elena Teodorini, soprană română (d. 1926)
- 1866: Eugène Alluaud, pictor și ceramist francez (d. 1947)
- 1867: Arturo Toscanini, dirijor italian (d. 1957)
- 1877: Alphonse de Châteaubriant, scriitor francez, câștigător al Premiului Goncourt în 1911 (d. 1951)
- 1881: Bela Bartok, compozitor, pianist și folclorist, unul dintre marii creatori ai muzicii moderne (d. 1945)
- 1885: Mateiu Caragiale, scriitor român (d. 1936)
- 1887: Nicolae Bretan, compozitor, cântăreț de operă, dirijor român (d. 1968)
- 1897: Max W. Arnold (Mendel Wechsler Arnold), pictor (d. 1946)
- 1902: George Lesnea, poet român (d. 1979)
- 1908: Sir David Lean, regizor englez (d. 1991)
- 1912: Geo Barton, actor român de teatru și film (d. 1983)
- 1913: Dinu Adameșteanu, arheolog italian de origine română, membru de onoare al Academiei Române (d. 2004)
- 1915: Prințul George William de Hanovra (d. 2006)
- 1920: Henri Mălineanu, compozitor român de muzică ușoară, muzică de film și teatru (d. 2000)
- 1921: Alexandra a Iugoslaviei, soția regelui Petru al II-lea al Iugoslaviei (d. 1993)

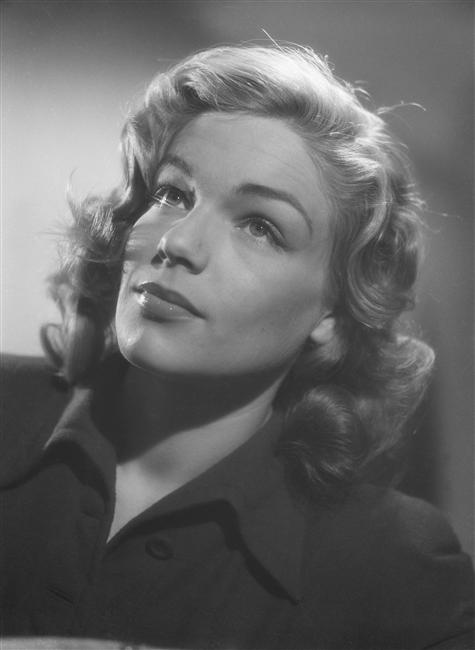
Simone Signoret, actriță franceză
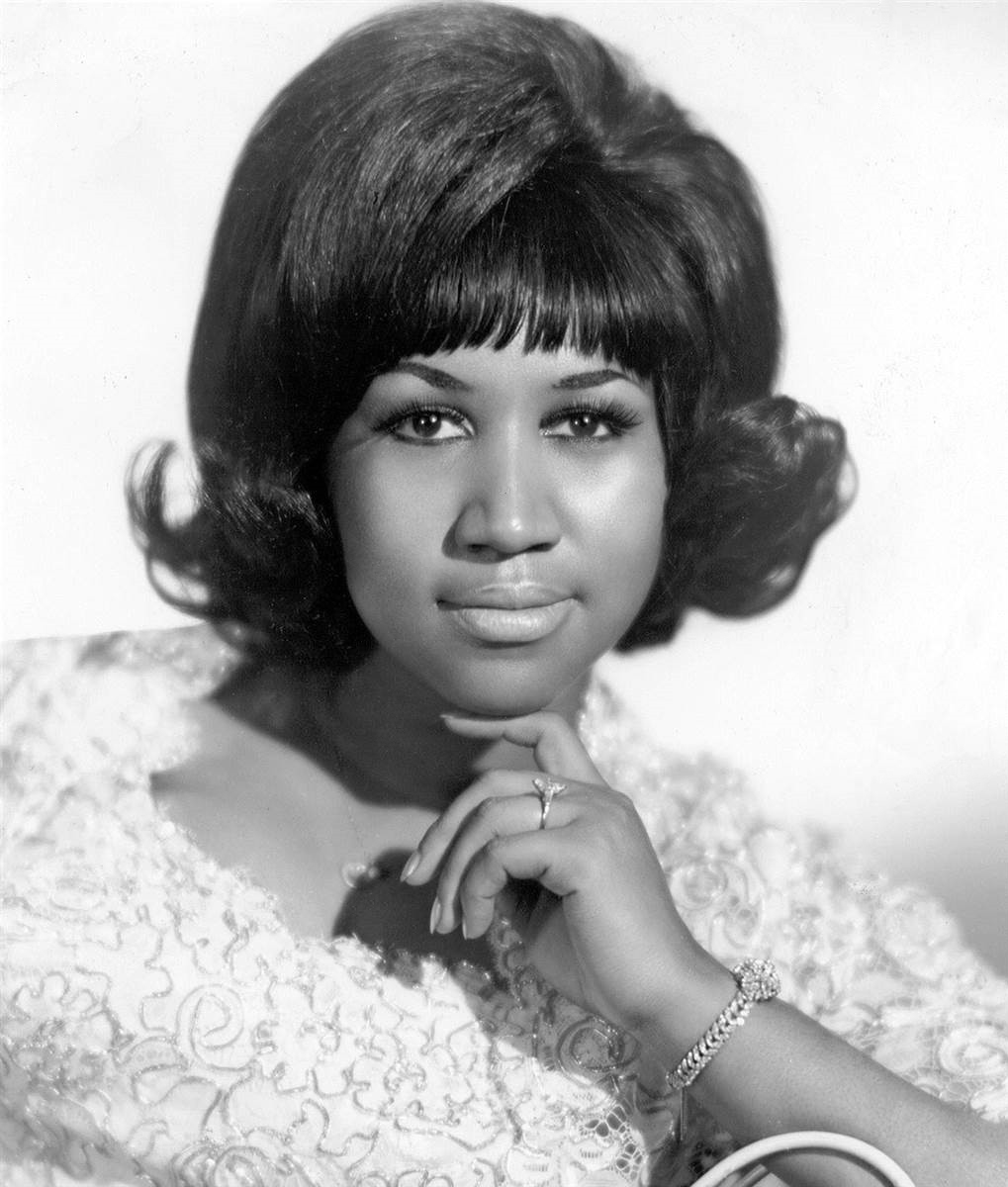
Aretha Franklin, cântăreață americană
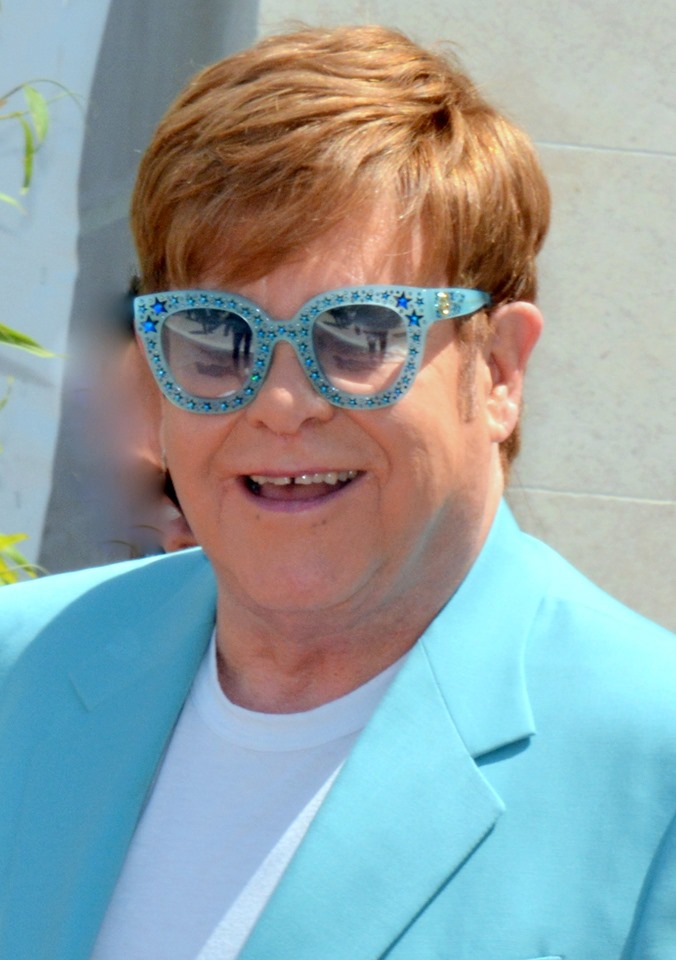
Elton John, cântăreț și compozitor britanic

- 1921: Simone Signoret, actriță franceză (d. 1985)
- 1922: Ion Cârja, prozator român (d. 1975, New York)
- 1925: Dinu Ianculescu, actor și poet român (d. 2017)
- 1926: Ion Coman, politician comunist român
- 1934: Gloria Steinem, feministă americană
- 1942: Ana Blandiana, poetă română
- 1942: Aretha Franklin, cântăreață americană (d. 2018)
- 1942: Basarab Nicolescu, matematician, fizician, filosof român, stabilit în Franța
- 1946: Stephen Hunter, scriitor american
- 1947: Elton John, cântăreț și compozitor britanic
- 1948: Bonnie Bedelia, actriță americană
- 1949: Costache Mircea, politician român
- 1953: Nicolae Popa, politician român
- 1955: Árpád-Francisc Márton, politician român
- 1998: Alberto Dainese, ciclist italian

## Decese
- 0752: Papa Ștefan al II-lea
- 1005: Kenneth al III-lea al Scoției (n. 967)
- 1223: Afonso al II-lea, rege al Portugaliei (n. 1185)
- 1537: Charles, Duce de Vendôme, bunicul regelui Henric al IV-lea al Franței (n. 1489)
- 1625: Giambattista Marini, poet italian (n. 1569)
- 1751: Frederic I, rege al Suediei (n. 1676)
- 1774: Caroline de Nassau-Saarbrücken, contesă palatină de Zweibrücken (n. 1704)
- 1801: Novalis, poet romantic german (n. 1772)
- 1914: Frédéric Mistral, poet francez de limbă provensală, filolog, laureat al Premiului Nobel (n. 1830)

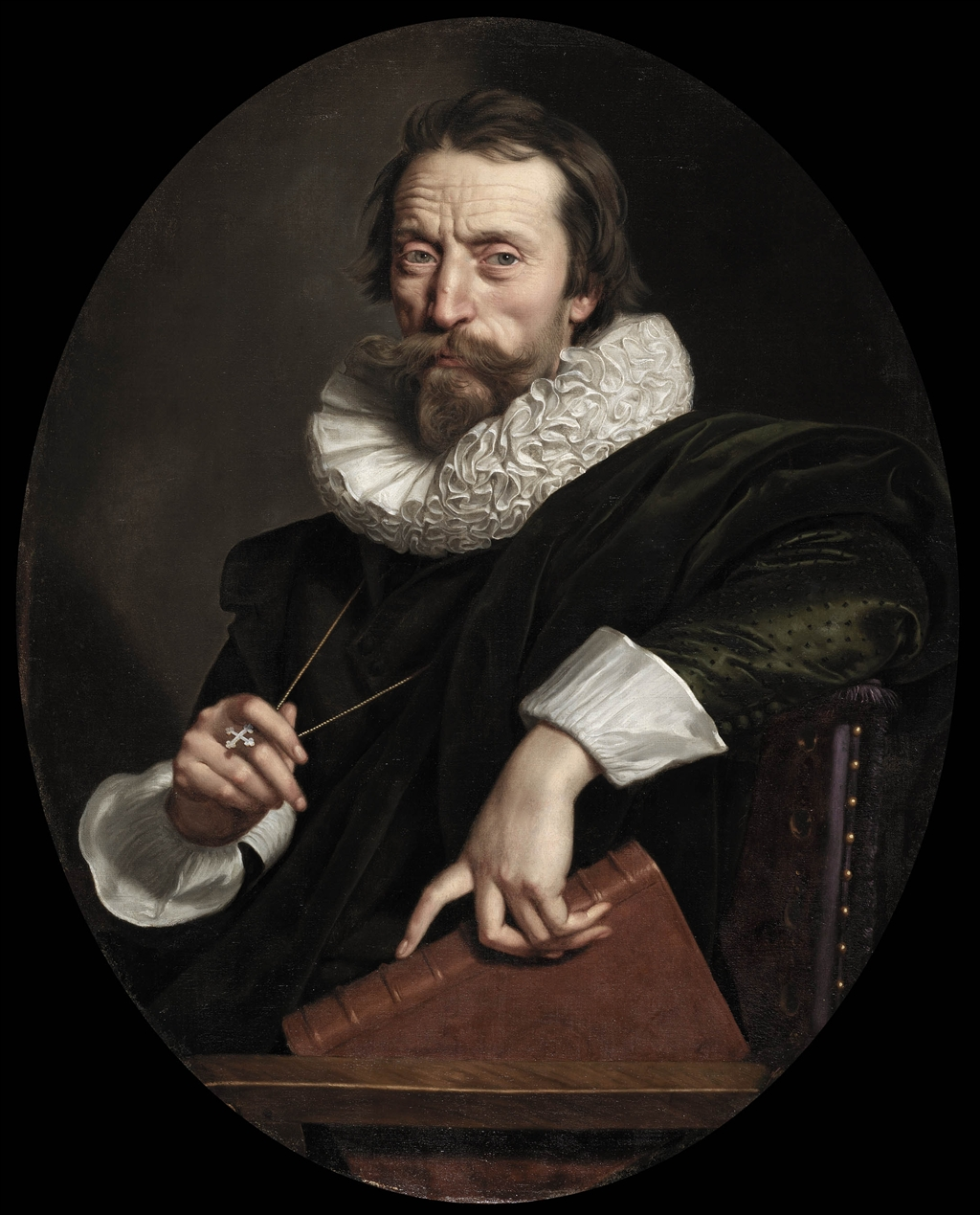
Giambattista Marini, poet italian
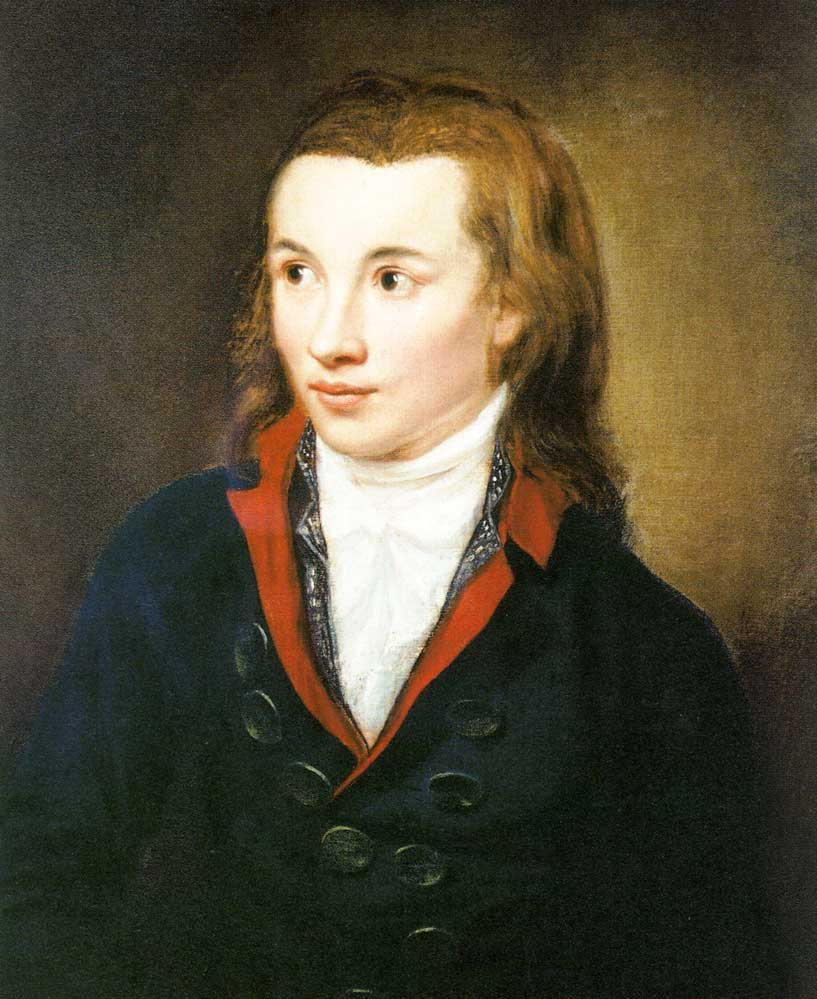
Novalis, poet romantic german
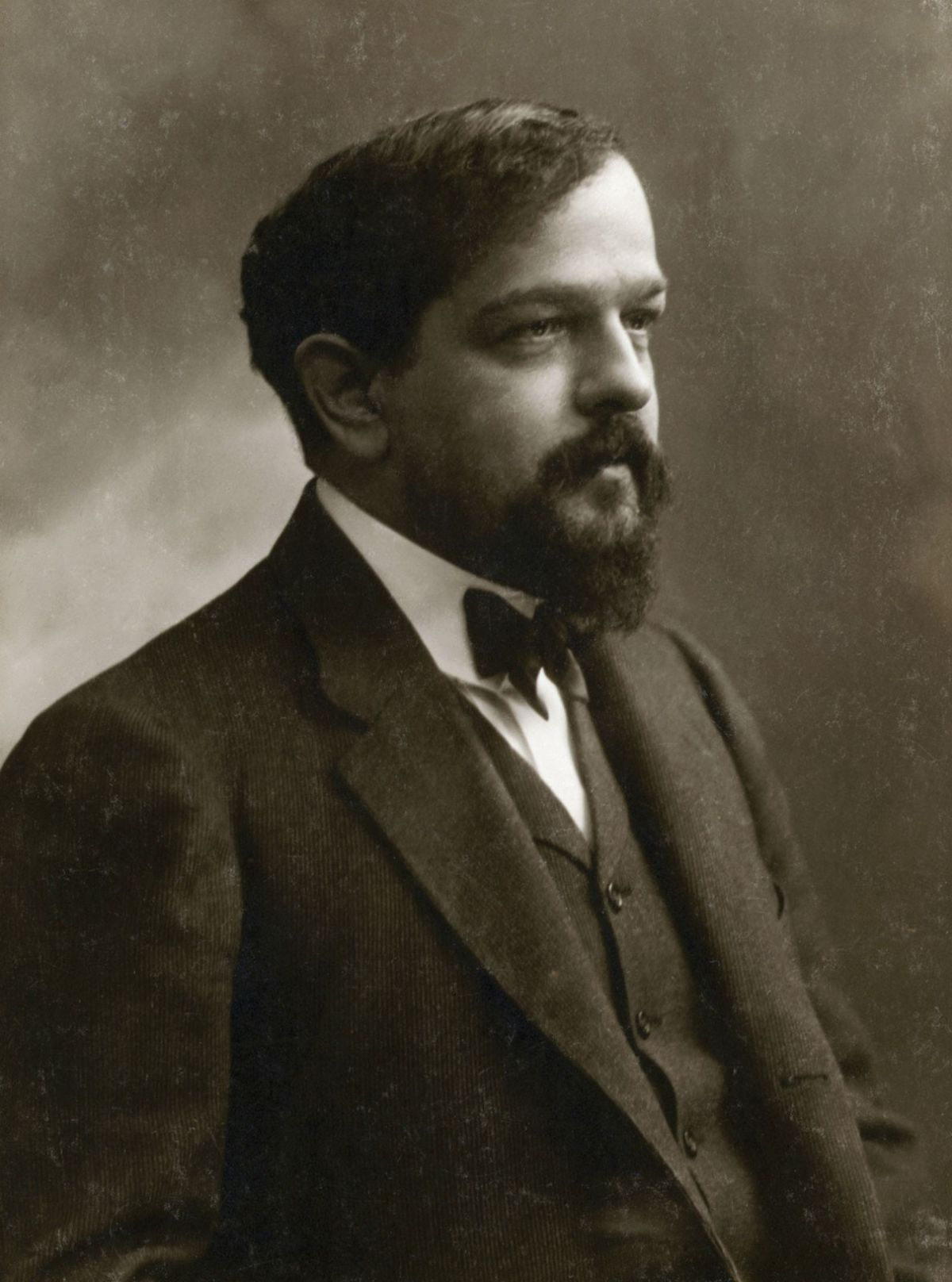
Claude Debussy, compozitor francez

- 1918: Claude Debussy, compozitor francez (n. 1862)
- 1938: Ettore Majorana, fizician italian (n. 1906)
- 1940: Ion Nonna Otescu, compozitor român (n. 1888)
- 1954: Emil Isac, poet român (n. 1886)
- 1958: Ștefan Bezdechi, filolog și traducător român, membru corespondent al Academiei Române (n. 1886)
- 1958: Constantin Ramadan, actor român (n. 1896)
- 1969: Alan Mowbray, actor britanic (n. 1896)
- 2006: Richard Fleischer, regizor american (n. 1916)
- 2016: Imre Pozsgay, politician maghiar (n. 1933)
- 2018: Nicolae Tilihoi, fotbalist român (n. 1956)
- 2020: Paul Goma, scriitor român, refugiat politic la Paris, anticomunist, liderul Mișcării pentru drepturile omului din 1977 în România (n. 1935)
- 2020: Horia Stoicanu,  compozitor, textier, solist vocal și chitarist român român (n. 1949)
- 2021: Bertrand Tavernier, regizor, scenarist și critic de film francez (n. 1941)
- 2022: Taylor Hawkins, cântăreț, muzician și baterist rock american (n. 1972)

## Sărbători
- Sărbători religioase
  - Buna Vestire (anglicană, evanghelică, catolică, ortodoxă)

- Sărbători de stat
  - Grecia: Ziua Independenței (1821)
  - România:
    - Ziua Poliției Române (2002)
    - Ziua Națională a Pădurilor (2017)